# Girlande

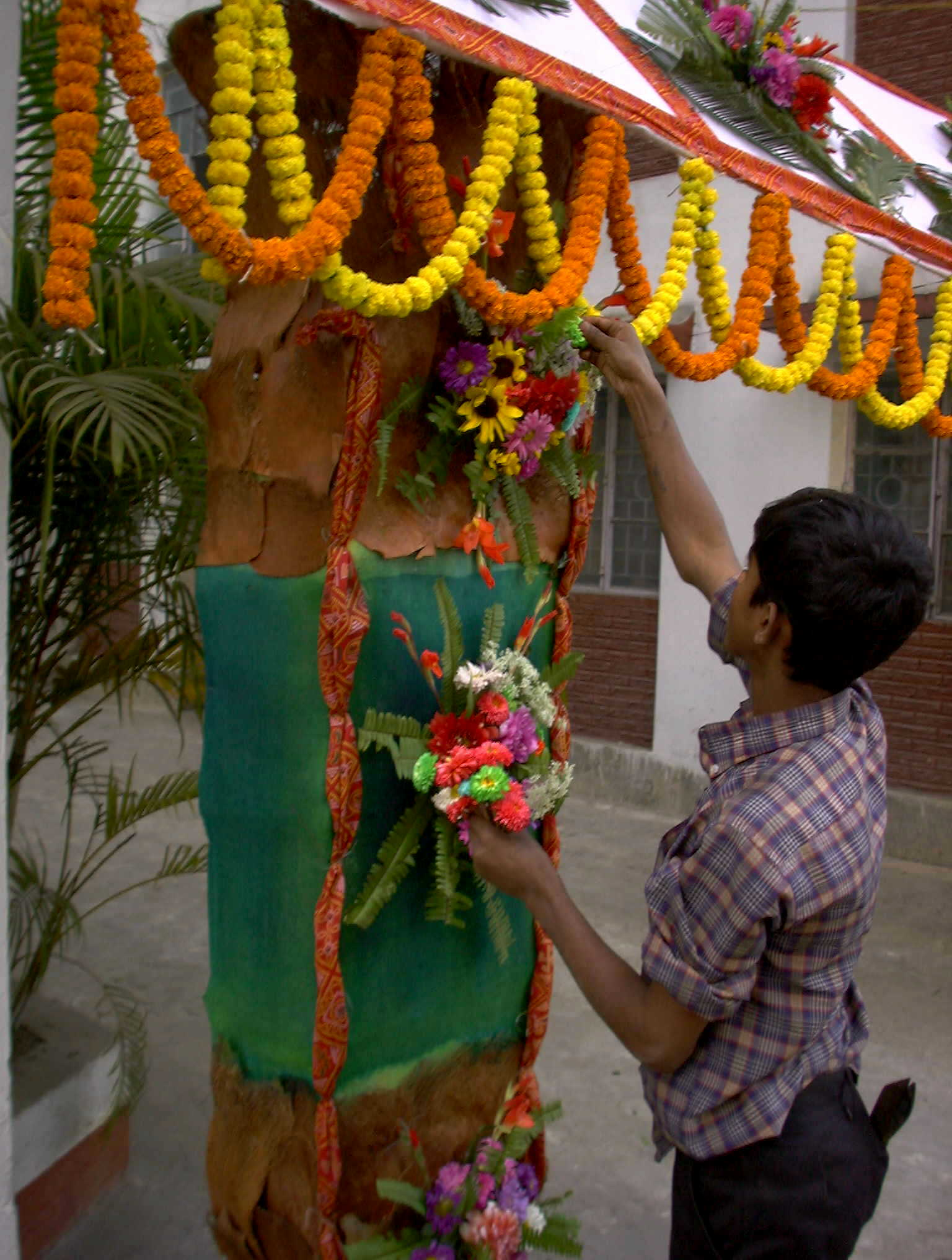
Ringelblumen-Girlanden für eine Hochzeit

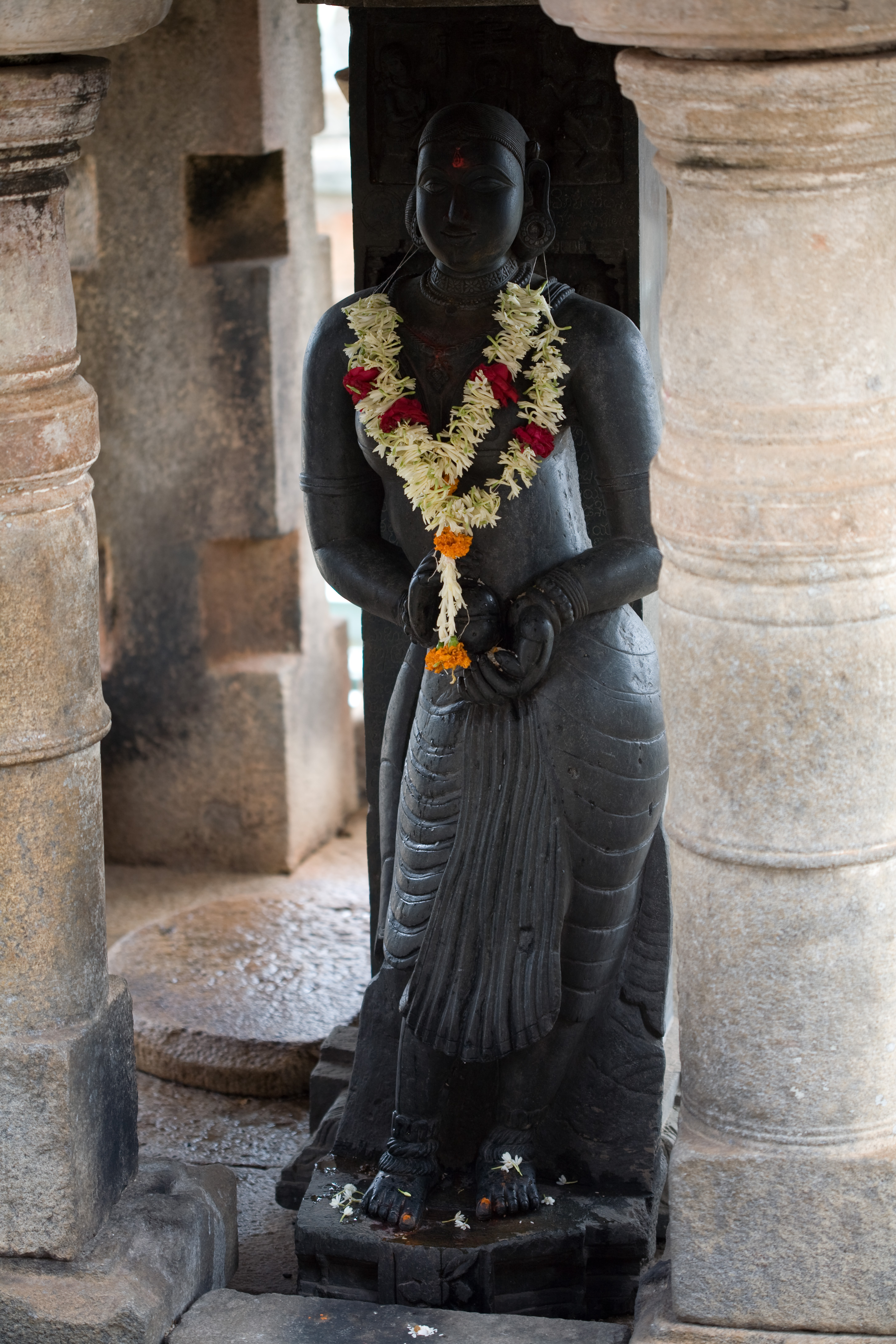
Götterstatue mit Girlande

Eine Girlande ist eine dekorative Kette aus Blumen, Blättern, Papier oder anderen Materialien, die zu festlichen Anlässen aufgehängt wird, beispielsweise als Raum- oder Tischschmuck, am Weihnachtsbaum oder um den Hals einer Person. In Indien und anderen Gegenden Asiens dienen Blumengirlanden als festliche Gabe beim Tempelbesuch, bei der Hochzeit, am Neujahrstag etc. Girlanden können nebeneinander oder aber überschneidend angeordnet sein; die Enden hängen meist lose herab. In den Ländern Kambodscha, Laos und Thailand ist das Anfertigen von Girlanden für viele Menschen ein wichtiger Lebensunterhalt geworden. So werden diese für wenig Geld auch an Straßen für die Autofahrer angeboten. Traditionell hängt man dann die Girlande an den Autoinnenspiegel. In Thailand wird das Blumenstecken als die Kunstform Phuang Malai in Schulen gelernt.
Als voluminöseres stilisiertes Architekturornament spricht man auch von Feston. In der Kunst des 17. Jahrhunderts war das sogenannte Girlandenbild sehr verbreitet, bei dem ein oft religiöses Mittelmotiv entweder von einer Girlande, oder auch von einem Blumenkranz (Ringgirlande) oder von Festons umrahmt wird.

## Etymologie
Das Wort entstammt dem französischen Guirlande und dem italienischen Ghirlanda für einen Zopf.

## Bildergalerie
Girlanden

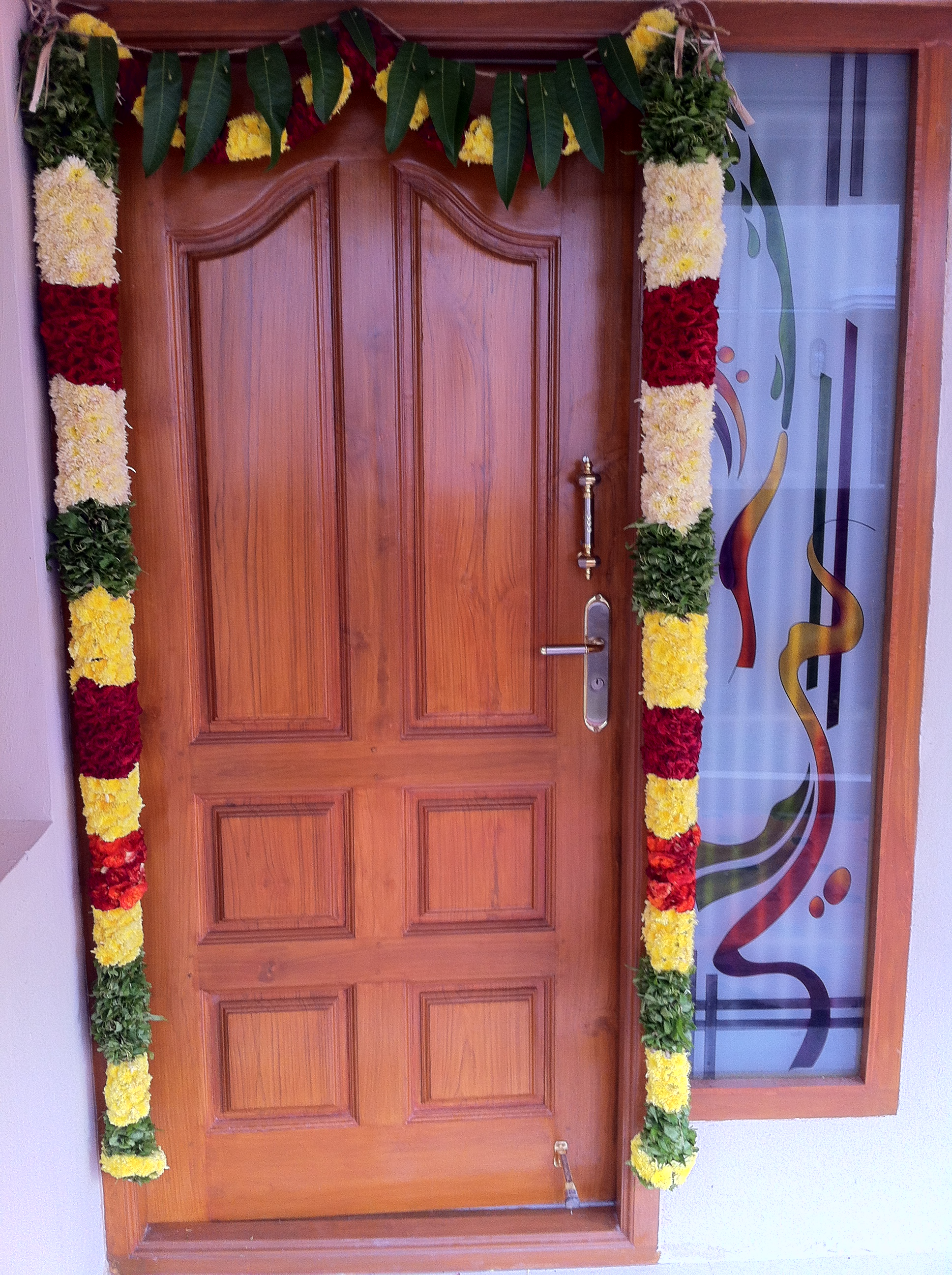
Haustürrahmen mit Girlande geschmückt
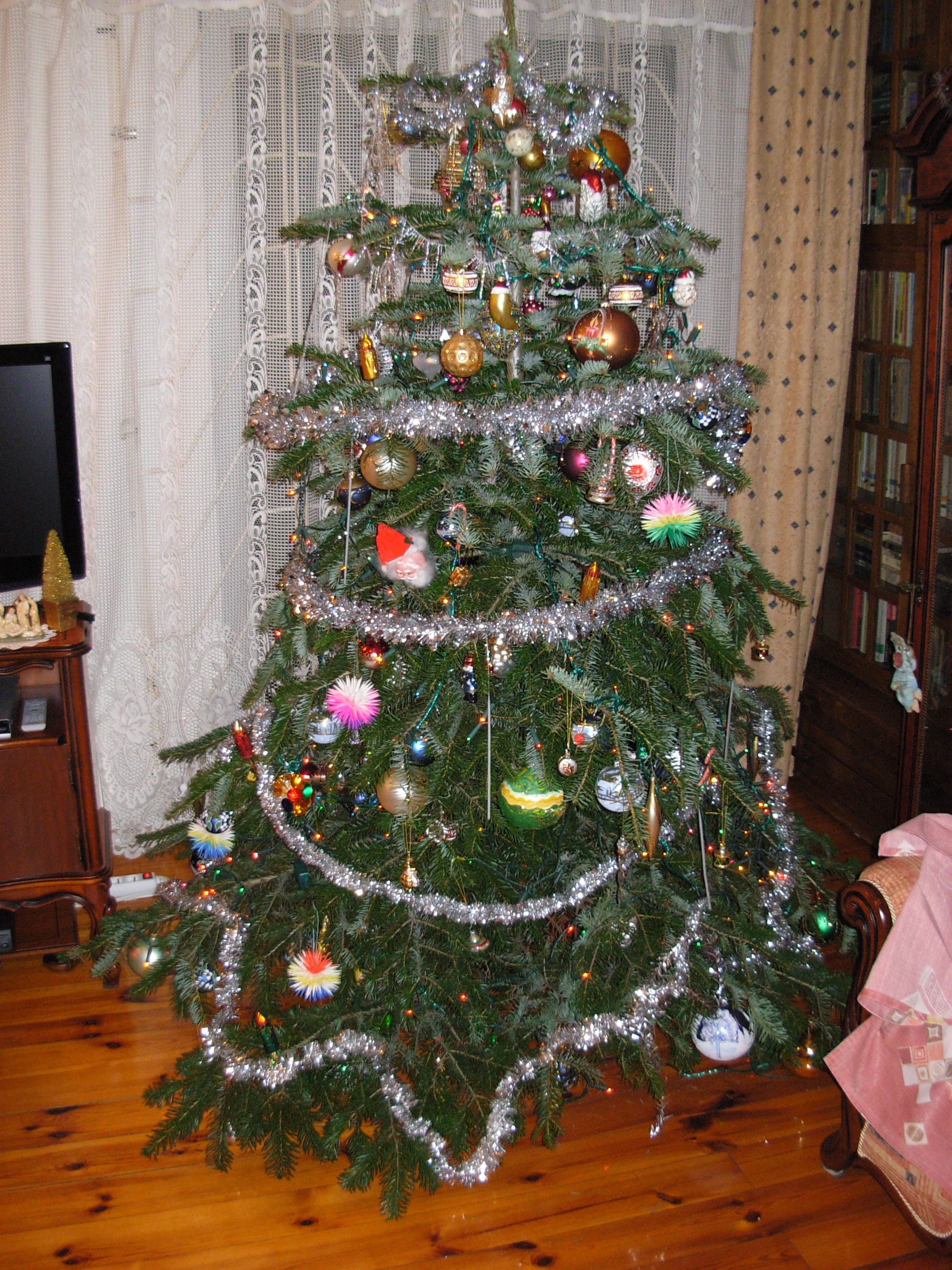
Girlande an einen Weihnachtsbaum
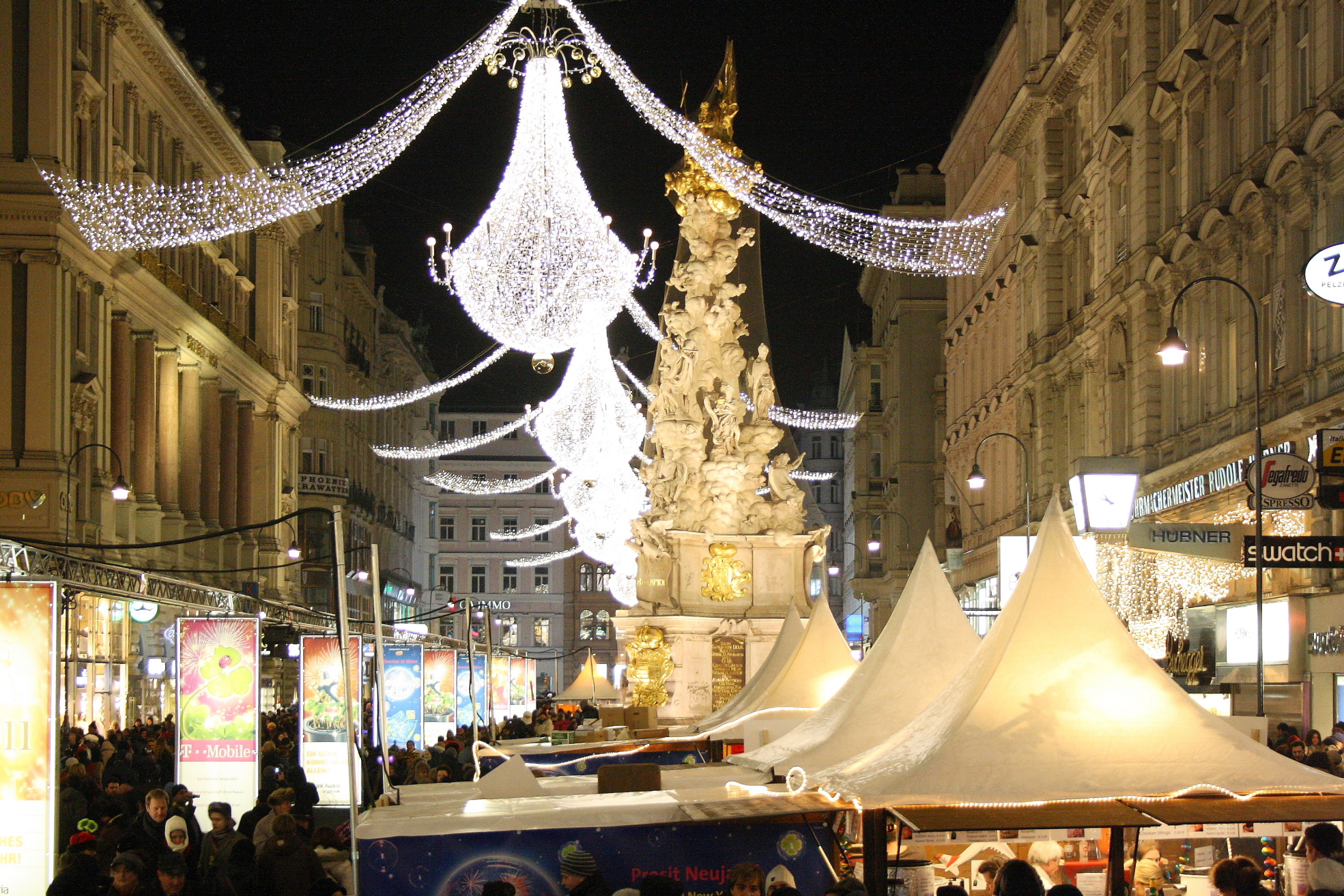
Lichtgirlanden in Wien, Graben (Silvester 2010)
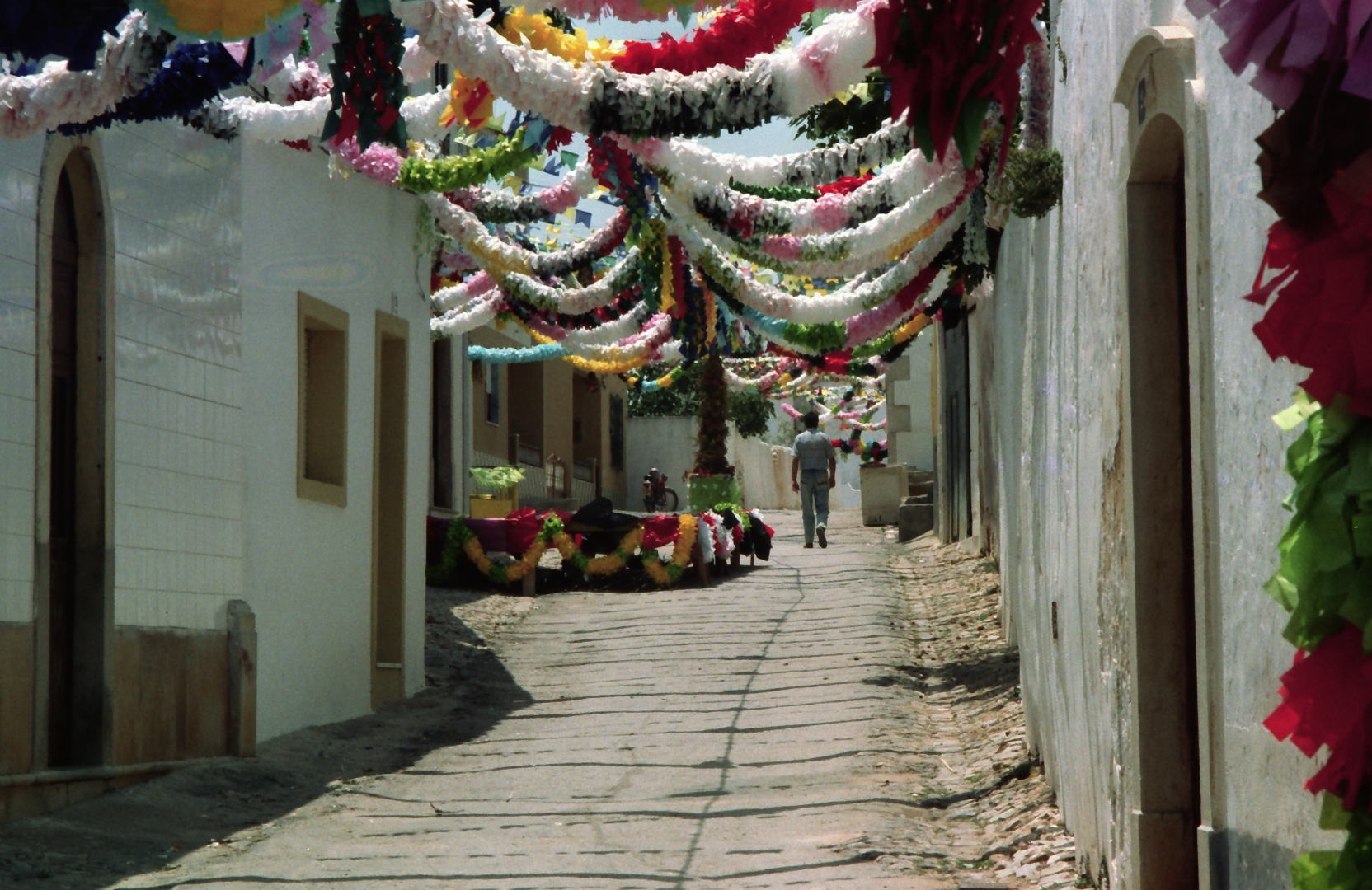
Volksfestdekoration in Moncarapacho, Portugal
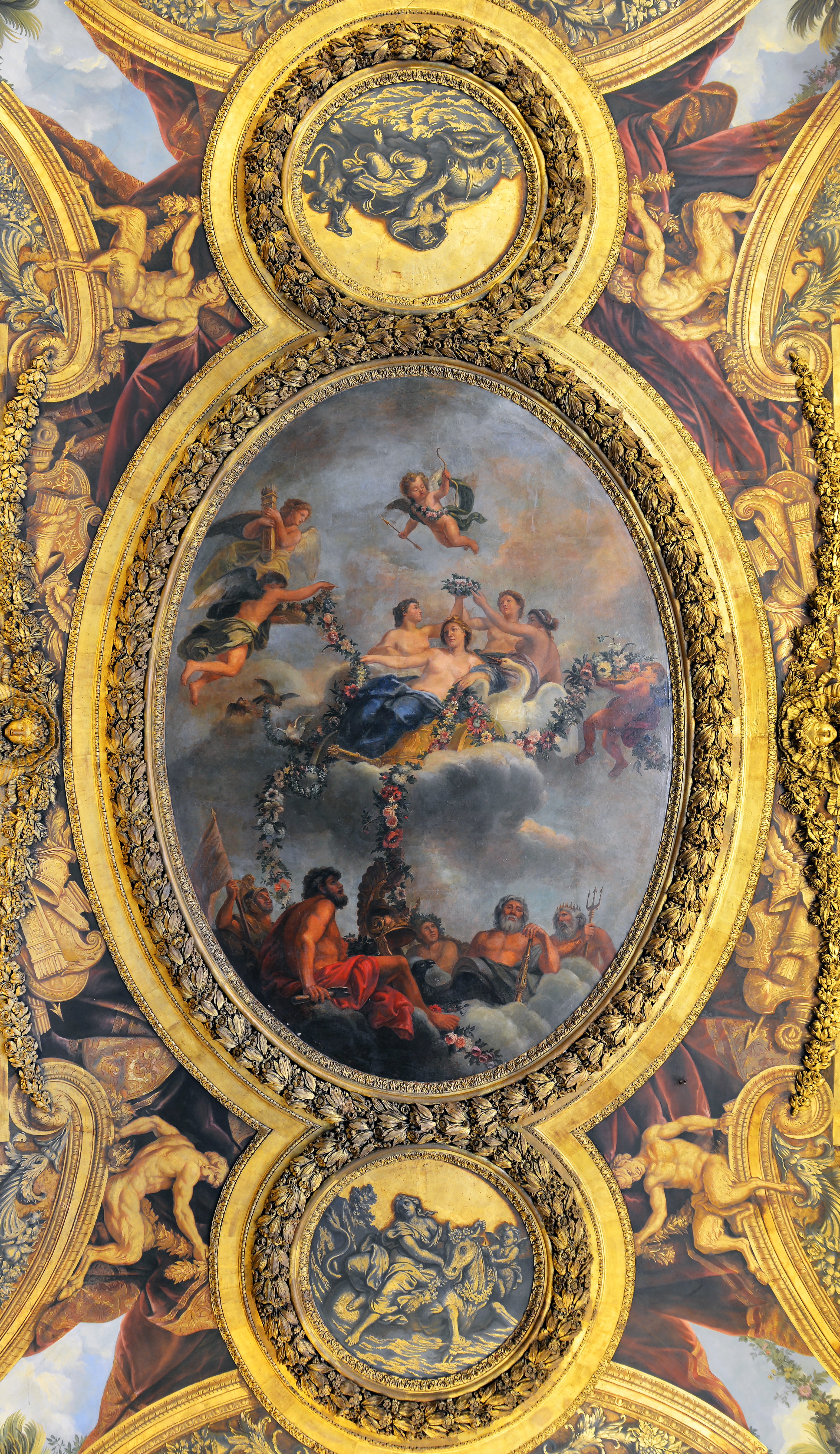
Blumengirlanden im Deckengemälde und aus Stuck im Salon der Venus in Schloss Versailles

Festons

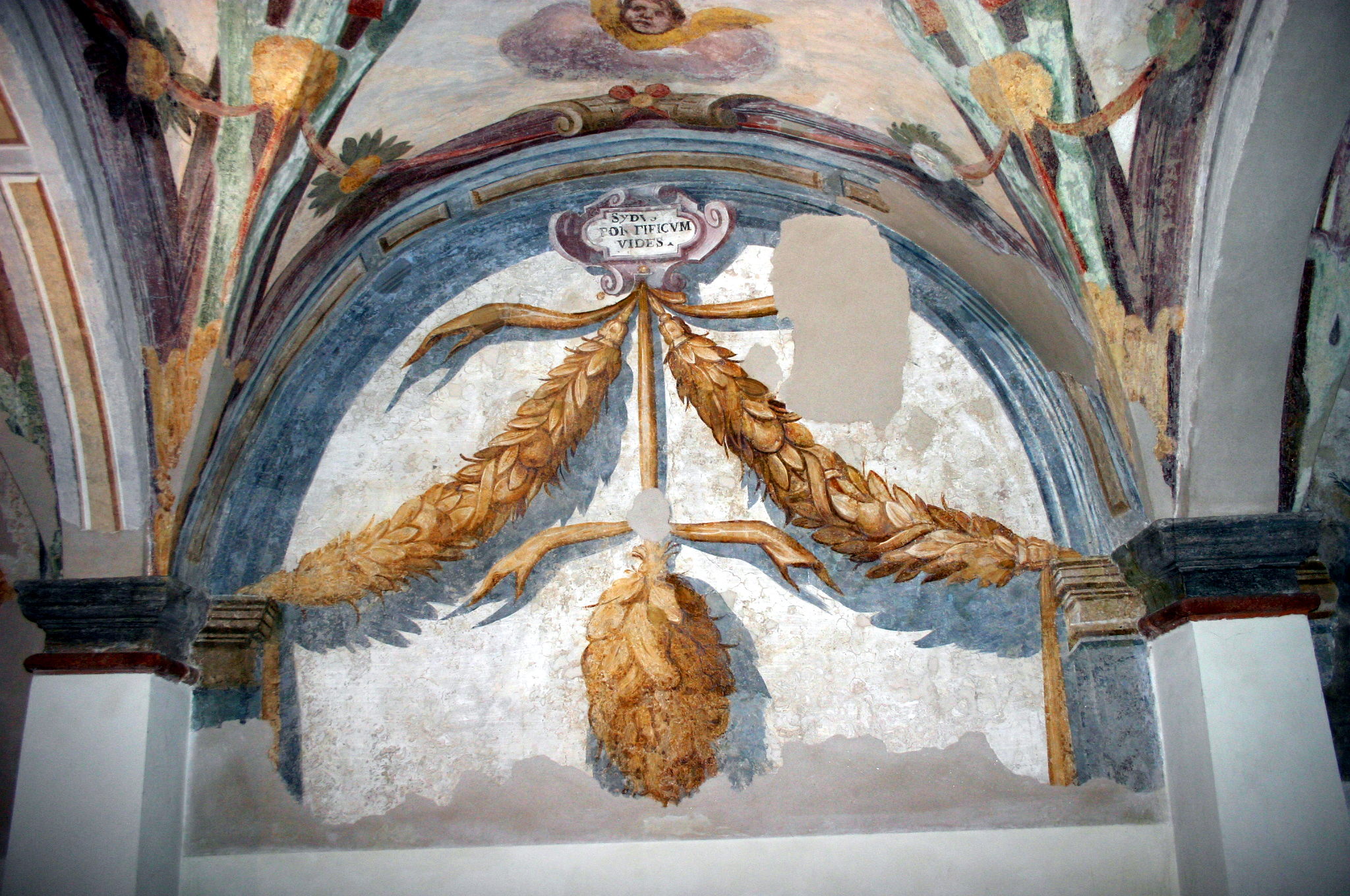
Gemalte Festons
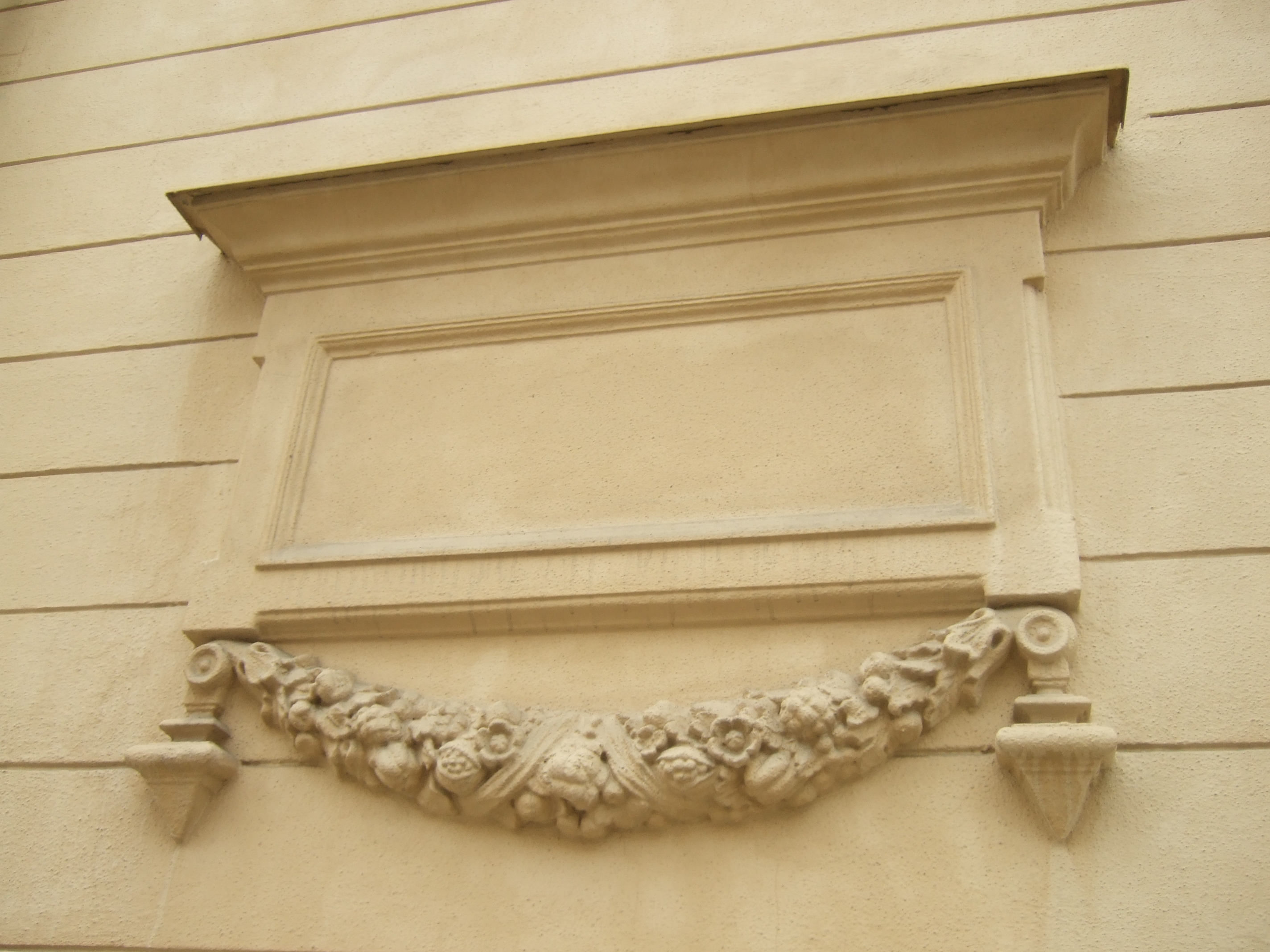
Feston an einer klassizistischen Fassade